# 異型皮質
異型皮質 (allocortex) 或異型皮層，為大腦皮質除了新皮質以外的部分，也是细胞层次少于六层的皮质部分。異型皮質在种系发生中相对古老，主要位于海马和嗅脑部分，包含古皮层與原皮層（archicortex）兩部分。人類的大腦皮質有百分之十屬於異型皮質，百分之九十屬於新皮質。
異型皮質存在於人類大腦的海馬體與嗅覺系統 。